# Diego Manuel Ruiz
Diego Manuel Ruiz (La Plata, 1973 - La Plata, 27 de mayo de 2024) fue un químico y divulgador científico argentino.

## Estudios y actividad académica
Diego Ruiz nació en la ciudad de La Plata (provincia de Buenos Aires, Argentina). Realizó los estudios secundario en la escuela Escuela de Educación Técnica nº 8 "Juan Bautista Alberdi" de la localidad de Tolosa; donde luego sería docente desde el año 1994.
Estudió y se recibió de licenciado en Química en la facultad de Ciencias Exactas de la Universidad Nacional de La Plata. En la misma institución realizó luego su doctorado en Química. Se desempeñó también como profesor en la cátedra de Química Orgánica de la Facultad de Ciencias Agrarias y Forestales de la misma universidad. También desempeñó la docencia en la Escuela Naval Militar Río Santiago de la localidad de Ensenada.
Se especializó en el estudio de temas vinculados con la síntesis orgánica y la química verde o sostenible, temas en las que publicó gran cantidad de artículos científicos en revistas académicas nacionales e internacionales; así como también ha presentado trabajos en diversos congresos científicos. Junto con el equipo de cátedra en la que se desempeñaba publicó como coautor un manual de química orgánica. También fue editor de la revista científica digital Investigación Joven, publicada por el Laboratorio de Química Orgánica de la Facultad de Ciencias Agrarias y Forestales (UNLP).

## Divulgación científica
Sin embargo, es más conocido por su rol de divulgador científico, ya que ha brindado gran cantidad de charlas y diversas actividades en eventos e instituciones. Además, fue autor de tres libros dentro de la colección Ciencia que Ladra, editados por la editorial Siglo XXI Editores. Junto con el director de esta colección, Diego Golombek, publicó un libro para niños titulado Vos y la energía, que fue editado por la Fundación YPF. Junto con esta misma fundación desarrolló de 10 guías docentes, talleres y capacitaciones docentes vinculados con el tema "La energía en el aula", con el fin de enseñar sobre el uso de la energía y las ciencias naturales.
En el 2010 obtuvo el Premio a la Labor Científica en la categoría Joven Investigador por la Facultad de Ciencias Agrarias y Forestales de la Universidad Nacional de La Plata (FACyF-UNLP). Dos años más tarde, obtuvo la primera mención en el Primer Premio Internacional de Divulgación Científica Ciencia que ladra-La Nación, por su primer libro de divulgación titulado "Ciencia en el aire".
Falleció el 27 de mayo de 2024 de forma repentina a la edad de 50 años.

## Publicaciones destacadas
- Ruiz, Diego (2012). Ciencia en el Aire. Presión, calentamiento, lluvias, vientos, rayos ¡y centellas! en la atmósfera terrestre. Colección Ciencia que Ladra, Siglo XXI Editores. ISBN 978-987-629-242-9
- Autino, Juan Carlos, Gustavo P. Romanelli y Diego Manuel Ruiz (2013). Introducción a la química orgánica, La Plata: Editorial de la Universidad de La Plata. ISBN 978-987-629-663-2, doi 10.35537/10915/31664
- Ruiz, Diego (2014). Viaje al Centro de la Tierra. Volcanes, terremotos, minería, basura, diamantes y petróleo explicados por la geología. Colección Ciencia que Ladra, Siglo XXI Editores. ISBN 978-987-629-357-0
- Golombek, Diego Andrés y Ruiz, Diego Manuel (2014). Vos y la energía. Buenos Aires: Fundación YPF. ISBN 978-987-26841-2-9. Consultado el 8 de junio de 2024
- Ruiz, Diego (2016). Ciencia Nuclear. Energía, radiactividad y explosiones en la era atómica. Colección Ciencia que Ladra, Siglo XXI Editores. ISBN 978-987-629-663-2